# Maison des chevaliers de Saint-Jean
La maison des chevaliers de Saint-Jean est un monument historique situé à Colmar, dans le département français du Haut-Rhin.

## Localisation
L'édifice est situé rue Saint-Jean à Colmar (une autre entrée se trouve 43 Grand-Rue), non loin de la commanderie Saint-Jean mais qui, malgré son nom, n'a rien en commun.

## Historique
L'édifice a été construit en 1608,, démonté au XIXe siècle puis reconstruit à l'identique.
Les façades et toitures font l'objet d'un classement au titre des monuments historiques depuis le 9 juillet 1903.

## Architecture
Cette maison possède la configuration des palais vénitiens.
Deux ailes perpendiculaires encadrent une cour intérieure fermée.
Les façades sur rues sont percées de fenêtres à meneau. Les galeries, reconstruites à l'identique au XIXe siècle, comportent cinq arcades cintrées : celle du premier étage est couvertes de voûtes d'arêtes, celle du second est voutée de croisées d'ogives.
Le garde-corps est constitué de roses à mouchettes et le niveau supérieur possède une balustrade en pierre.